# Кесвиль
Кесвиль (нем. Kesswil, алем. нем. Chesswil) — коммуна в Швейцарии, в кантоне Тургау.
Входит в состав округа Арбон. Население составляет 951 человек (на 31 декабря 2007 года). Официальный код — 4426.